# Piedras Negras
28°41′35.873″N 100°31′48.187″V / 28.69329806°N 100.53005194°V
Piedras Negras er en by og en kommune i delstaten Coahuila i det nordlige Mexico. Byen er beliggende ved floden Río Bravo på grænsen mod Eagle Pass i Texas. «Piedreas negras» betyder «sorte sten» på dansk. Navnet kommer fra kulgravene i området og byen blev etableret i 1850.

## Venskabsbyer
- Sandy, USA
- Monterrey, Mexico